# Gezira Dabarosa
Gezira Dabarosa era una illa del riu Nil al Sudan, prop de Wadi Halfa, a la frontera amb Egipte, on es van descobrir (1968) les tombes més antigues de la part alta del Nil d'un període de fa uns deu mil anys. Tombes similars apareixen a Djebel Sahaba i Toshka, a la mateixa zona.
La descoberta principal fou precedida per altres fruit de campanyes d'excavacions arqueològiquescondicionades per la construcció de la resclosa d'Assuan, que va negar una superfície amb abundants jaciments.
L'illa de Gezira Dabarosa era enfront de l'antiga ciutat de Wadi Halfa, a la vora del riu. Després de la crescuda del llac Nasser per causa de la resclosa, va ser reconstruïda a la vora del llac.